# ساللا توککه
سالْلا توکْکَه (زادهٔ ۱۹۷۳ در هلسینکی) یک هنرمند تجسمی فنلاندی است که از ویدئو و فیلم در آثار خود استفاده می‌کند. در سال ۲۰۰۱ وی در بینال ونیز شرکت کرد. او در سال ۲۰۱۶ جایزه AVEK (مرکز ترویج فرهنگ سمعی و بصری فنلاند) را برای هنر رسانه ای دریافت کرد.